# Бёве, Курт
Курт Бёве (нем. Kurt Böwe; 28 апреля 1929[…], Гюлиц-Рец, Бранденбург — 14 июня 2000[…], Берлин) — немецкий актёр театра и кино.

## Биография
В 1950—1954 годах учился Берлинском театральном институте. С 1960 года состоял в труппах нескольких берлинских театров, пока в 1973 году не обосновался Немецком театре.
Был женат на драматурге Хайдемарии Бёве. Их дочери Сусанна (род. 1964) и Винни Бёве (род. 1973) стали оперными певицами.

## Фильмография

### Актёр
- 1965 — Мать и молчание / (ТВ)
- 1966 — Тайный отряд: Бумеранг / Geheimkommando Bumerang — Роберт Мюнх
- 1967 — Мне было девятнадцать / Ich war neunzehn — Sturmbannführer
- 1968 — Мёртвые остаются молодыми / Die Toten bleiben jung — Wilhelm Nadler
- 1972 — Дело об убийстве Церник / Leichensache Zernik — Kriminalrat Stügner
- 1975 — Между ночью и днём / Zwischen Nacht und Tag — Эрих Вайнерт
- 1977 — Мама, я жив / Mama, ich lebe
- 1980 — Мельница Левина / Levins Mühle — Philippi
- 1981 — Пуговица / Pugowitza — Berniko
- 1981 — Аста, мой ангелочек / Asta, mein Engelchen — Schorsch
- 1981 — Бранденбургские изыскания / Märkische Forschungen — Винфрид Менцель, профессор, литературовед — главная роль
- 1982 — Егор Булычёв и другие / Jegor Bulytschow und die Anderen (ТВ)
- 1984 — Подмененная королева / Die Vertauschte Königin — кузнец

## Награды
- 1971 — Национальная премия ГДР
- 1981 — Премия имени Генриха Грайфа